# Horaz Krasnopolski
Horaz Krasnopolski (5. listopadu 1842, Pistyň (Пістинь) – 29. srpna 1908, Gmunden) byl rakouský právník a vysokoškolský pedagog německé národnosti, židovského původu; působením byl spjat zejména s Prahou. 

## Život
Narodil se v Pistyně (nyní Ukrajina, Kosivský rajón). Některé zdroje uvádějí (zřejmě chybně) jako místo narození jihočeskou Pístinu. Navštěvoval gymnázium v Černovicích (1853 až 1861). V letech 1861 až 1868 studoval práva na pražské univerzitě.
Specializoval se na soukromé právo; vyučoval na Německé univerzitě v Praze, působil i jako děkan její právnické fakulty.

## Dílo
- Die Haftung außergenossenschaftlicher Verbindlichkeiten, Wien 1878
- Der Legalisierungszwang, Wien 1880
- Das Anfechtungsrecht der Gläubiger nach österreichischen Recht, 1889
- Der Schutz des redlichen Verkehrs im österreichischen Zivilrecht, 1892
- Das Ehehindernis der höheren Weihen nach österreichischen Recht, 1896
- Der Verlöbnisbruch nach österreichischen Recht, 1904
- Die Änderungen und Ergänzungen einiger Bestimmungen des Allgemeinen bürgerlichen Gesetzbuches, 1908
- Lehrbuch des österreichischen Privatrechts, 5 Bände, Duncker & Humblot, München und Leipzig 1910ff